# Czuriłowo (rejon kurski)
Czuriłowo (ros. Чурилово) – wieś (ros. деревня, trb. dieriewnia) w zachodniej Rosji, w sielsowiecie kamyszynskim rejonu kurskiego w obwodzie kurskim.

## Geografia
Miejscowość położona jest nad rzeką Winogrobl (lewy dopływ Tuskara w dorzeczu Sejmu), 3 km od centrum administracyjnego sielsowietu (Kamyszy), 6 km na północny wschód od centrum administracyjnego rejonu (Kursk), 9 km od drogi magistralnej (federalnego znaczenia) M2 «Krym».
We wsi znajdują się 92 posesje.
Klimat
Miejscowość, jak i cały rejon, znajduje się w strefie klimatu kontynentalnego z łagodnym ciepłym latem i równomiernie rozłożonymi opadami rocznymi (Dfb w klasyfikacji klimatów Köppena).

## Demografia
W 2010 r. wieś zamieszkiwały 293 osoby.